# ローマ筆記体

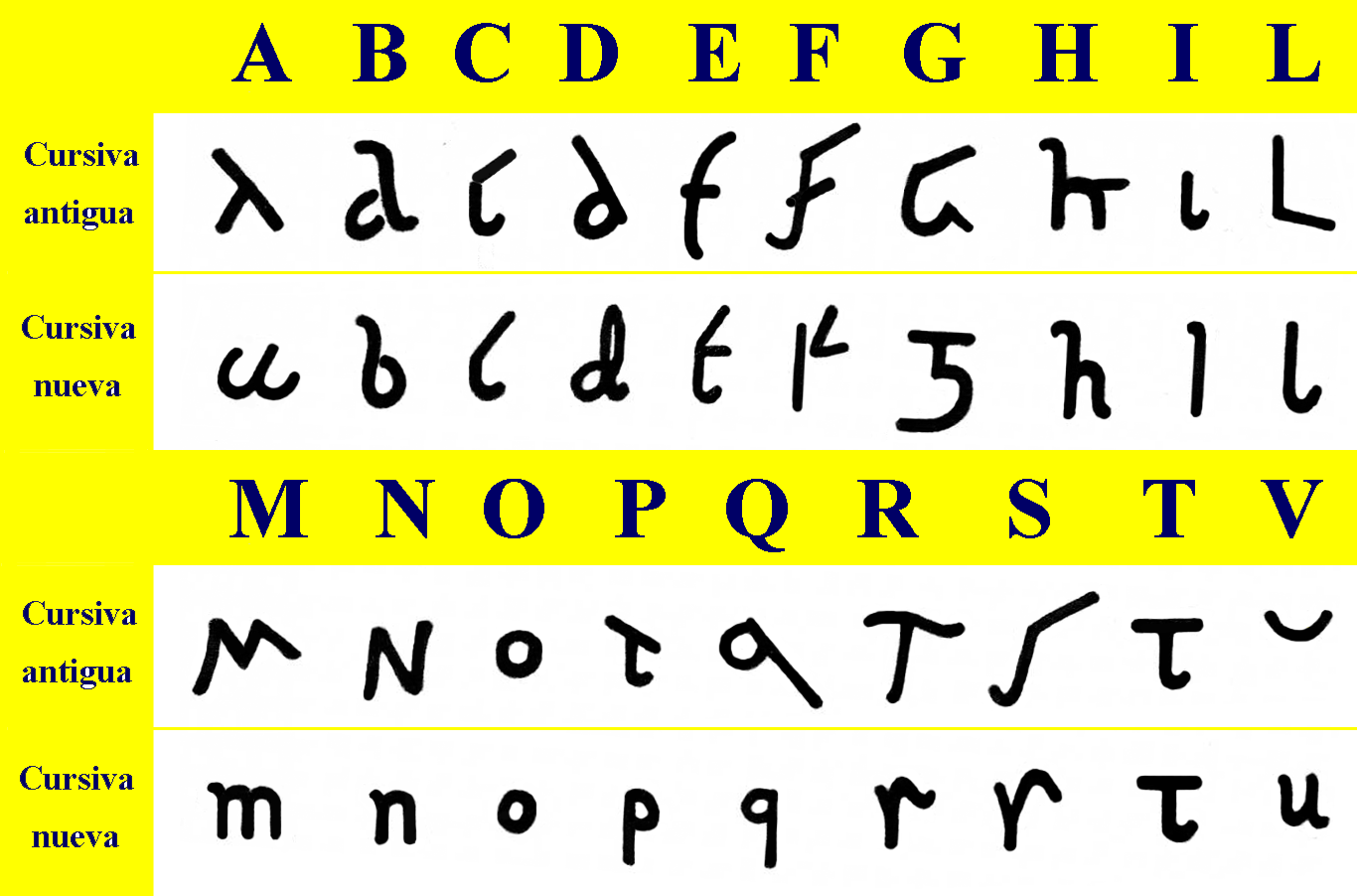
古ローマ筆記体と新ローマ筆記体

ローマ筆記体（ローマひっきたい）は、ラテン筆記体ともいい、古代ローマおよび中世の一部の時代に使われた手書きの書体である。通常は古筆記体と新筆記体に分けられる。

## 古ローマ筆記体
古ローマ筆記体は、大文字の筆記体とも呼ばれ、日常的な手書き書体で、商人が帳簿をつけたり、学校の生徒がラテン文字を習うのに使ったり、あるいはローマ皇帝が詔勅を書くのにも使われた。
より正式の書き方はローマ大文字体であったが、筆記体は急いで非公式に書くときに使われた。
紀元前1世紀から西暦3世紀にかけて最も一般的に使われたが、おそらくそれ以前から存在したと思われる。
紀元前2世紀初めに、プラウトゥスはプセウドールスにおいて、筆記体の読みにくさについて以下のように記している。
| Calidorus: Cape has tabellas, tute hinc narrato tibi quae me miseria et cura contabefacit. Pseudolus: Mos tibi geretur. Sed quid hoc, quaeso? Calidorus: Quid est? Pseudolus: Ut opinor, quaerunt litterae hae sibi liberos: alia aliam scandit. Calidorus: Ludis iam ludo tuo? Pseudolus: Has quidem pol credo nisi Sibylla legerit, interpretari alium posse neminem. Calidorus: Cur inclementer dicis lepidis litteris lepidis tabellis lepida conscriptis manu? Pseudolus: An, opsecro Hercle, habent quas gallinae manus? Nam has quidem gallina scripsit. | カリドールス: この手紙を手に取って、どんな災いと困難が私を悩ませたかを語ってほしい。 プセウドールス: そうしてみましょう。しかし、これは何ですか? カリドールス: 何が? プセウドールス: 私の考えでは、この字たちは子供になりたがっているようです。ひとつの字が別の字に乗っている。 カリドールス: いつもの君の冗談かね? プセウドールス: まったくポルックスにかけて、シビュラなら読めても、他の誰にも理解できないでしょう。 カリドールス: この優美な手で書き上げられた優美な文字と優美な手紙のことを君はどうしてそんなにひどく言うんだ。 プセウドールス: いや、ヘラクレスに誓って、鶏でもこのような手を持っていましょうか。実際この手紙は鶏が書いたのでしょう。 |
| | —プラウトゥス『プセウドールス』 21–30 |

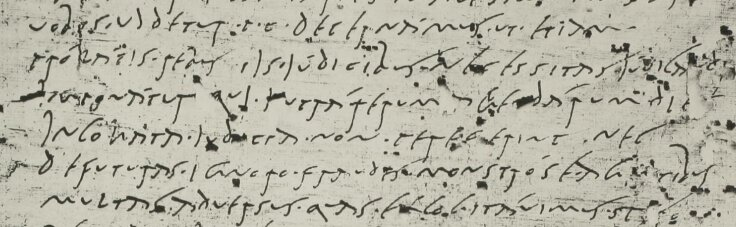
クラウディウス時代（西暦41-54年）の筆記体
釈文
uobis · ujdetur · p · c · décernám[us · ut · etiam]
prólátis · rebus ijs · júdicibus · n[ecessitas · judicandj]
imponátur quj · jntrá rerum [· agendárum · dies]
jncoháta · judicia · non · per[egerint · nec]
defuturas · ignoro · fraudes · m[onstrósa · agentibus]
multas · aduersus · quas · exc[ogitáuimus]...

古ローマ筆記体は、原型が分からないほど変化しており、同じ「ラテン文字」である今の筆記体に慣れた現代人にとっては、きわめて読みづらい。多くの合字を使用しており、いくつかの文字は互いに区別しがたい。a はアンシャル体の a に似ているが、左画はまだまっすぐである。b と d は区別が難しく、e は（s と同様）上まで使って書かれており、p と t は非常によく似ており、v はベースラインより上に書かれて、シェブロンに似た形になっている。

## 新ローマ筆記体

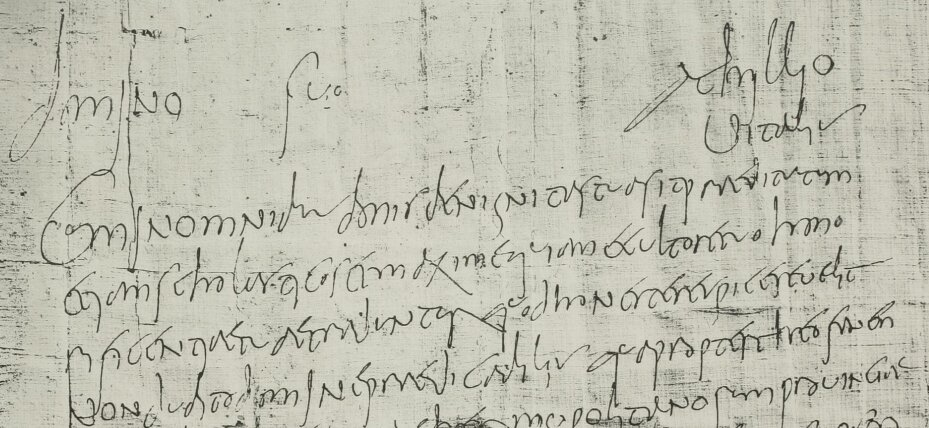
4世紀初頭の新ローマ筆記体。Achilius という総督に宛てられた手紙。大文字のように文頭が大きく書かれている。
釈文
domino suo achillio, uitalis.
cum in omnibus bonis benignitas tua sit praedita, tum
etiam scholasticos et maxime, qui a me cultore tuo hono-
rificentiae tuae traduntur, quod honeste respicere velit,
non dubito, domine praedicabilis. Quapropter Theofanen...

新ローマ筆記体は、小文字筆記体または後期ローマ筆記体とも呼び、古ローマ筆記体から発展した。西暦3世紀から7世紀ごろに使われ、現代人にとって、より見分けやすい文字を使用している。
a、b、d、e は、今の人間に親しみやすい形をしており、それ以外の文字もベースラインの上で大きくサイズや位置を変えることなく、互いの比率を保って書かれる。
この書体を部分的には元にして「カロリング小文字体」として知られる書体が発明され、9世紀にアーヘンとトゥールで発達し、カール大帝の帝国において手書き書体を統一する目的で普及された。
カロリング小文字体は、その後、読みにくいブラックレターに発展して使われなくなっていたが、ルネサンスで復興され、現代の小文字の元になった。
アンシャル体と半アンシャル体もおそらく新ローマ筆記体から発達したものと考えられ、a、g、r、s の形が特によく似ている。
Jan-Olaf Tjäder によると、新ローマ筆記体はアンシャル体だけではなく、中世に使われた全ての書体に影響した。ゲール文字は、アンシャル体が後世まで使われた例である。

## 関連文献
- University of Michigan Papyrus Collection. “Latin cursive”. 2009年3月22日閲覧。
- “Vindolanda: Roman documents discovered”. Current Archaeology (116, 128, 132, 153).